# Parròquia de Litene
La Parròquia de Litene (en letó: Litenes pagasts) és una unitat administrativa del municipi de Gulbene, Letònia. Abans de la reforma territorial administrativa de l'any 2009 pertanyia al raion de Gulbenes.
L'edifici més important la Casa Senyorial de Litene va ser construït al voltant de la primera meitat del segle xix en estil clàssic. Des de 1924 l'edifici allotja l'escola primària Litene.

## Pobles, viles i assentaments
Els llogarets de la parròquia de Beļava són:
- Atpūtas
- Fabrikas
- Kordona
- Lešķi
- Litene (centre parroquial)
- Silava
- Silenieki
- Skujenieki
- Zāģernieki

## Hidrologia

### Rius
- Apkārtupe
- Dzirla
- Gludupīte
- Kaugurupīte
- Lekšupe
- Mugurupe
- Pededze
- Sita

### Llacs i embassaments
- Llac Kalnis
- Llac Kauguru